# Soderstorf
Soderstorf là một đô thị của huyện Lüneburg, bang Niedersachsen, Đức. Đô thị này có diện tích 35,86 km². Soderstorf có dân số 1.488 người (thời điểm 31 tháng 12 năm 2007).